# Fredi Albrecht
Fredi Albrecht (ur. 23 czerwca 1947 w Suhl) – wschodnioniemiecki zapaśnik walczący w stylu klasycznym. Dwukrotny olimpijczyk. Piąty w Monachium 1972 i dziewiąty w Montrealu 1976. Walczył w kategorii 100 kg.
Wicemistrz świata w 1975. Wicemistrz Europy w 1975; trzeci w 1974.
Mistrz NRD w 1969, 1970, 1971 i w latach 1973-1977; drugi w 1968 i 1972; trzeci w 1967 roku.
Syn Herberta Albrechta, zapaśnika i olimpijczyka z 1960 roku.